# Martha De Laurentiis
Martha De Laurentiis   (Lancaster, 10 de juliol de 1954 - Beverly Hills, 4 de desembre de 2021) (nascuda Schumacher) va ser una productora estatunidenca de cinema. Va ser acreditada com Martha Schumacher fins a 1995. De Laurentiis va ser coneguda per la producció de pel·lícules com Break, U-571, Hannibal, i Red Dragon amb el seu espòs Dino De Laurentiis, així com la sèrie de televisió Hannibal.

## Biografia
Nascuda Martha Schumacher el 10 de juliol de 1954 a Lancaster, Pennsilvània, va créixer a Piqua, Ohio. El 1972, va ser coronada Miss Junior d'Ohio. Va anar a la Ball State University i va treballar com a model a Nova York, abans de treballar en la producció de pel·lícules com Els amos de la nit i Llops humans. També va treballar en comptabilitat de producció en diversos projectes de televisió.
El 1980, es va incorporar a De Laurentiis Entertainment Group com a assistent de comptabilitat de producció i finalment es va convertir en presidenta de la companyia.
De Laurentiis va ser membre del jurat del 65è Festival Internacional de Cinema de Berlín.
El 16 de desembre de 2017, Ball State li va concedir un doctorat honoris causa en humanitats.
Ella i Dino es van casar el 1990 i van tenir dues filles, Carolyna i Dina. Dino va morir el 2010; Martha va morir de càncer el 4 de desembre de 2021 a l'edat de 67 anys.